# 馮時泰
馮時泰（1551年—？），字德交，號虞庭，山西汾州人，直隸山海衛籍，明朝政治人物。

## 生平
萬曆元年（1573年）癸酉科順天府鄉試第二十二名。萬曆八年，登進士第二甲第十七名。吏部觀政，本年授工部主事，丁憂归乡。十二年复除本部，十五年升员外郎，再次丁憂。十七年升郎中，二十年调营缮司，本年升山东辽阳参议，二十二年被逮入狱。

## 家族
曾祖父馮朗；祖父馮復成；父親馮琦，曾任壽官，贈工部主事。母常氏；繼母王氏。